# Landskap från Saint-Rémy
Landskap från Saint-Rémy eller Vetefält i Saint-Rémy är en serie oljemålningar utförda av den nederländske konstnären Vincent van Gogh år 1889. Den omfattar åtminstone elva målningar som är utställda på några av de främsta konstmuseerna i olika länder och under olika namn. De föreställer dock samma motiv: utsikten från konstnärens rum på första våningen på sjukhemmet Saint-Paul-de-Mausole i Saint-Rémy-de-Provence i södra Frankrike.
Målningar tillkom efter van Goghs mentala sammanbrott i Arles då hans först hotat Paul Gauguin med ett rakblad och därefter skurit av sig en örsnibb. På egen begäran skrevs van Gogh in på sjukhemmet i Saint-Rémy i maj 1889. Han skrevs ut i maj 1890 och flyttade då till Auvers-sur-Oise där han den 29 juli samma år sköt sig själv till döds. Han upprätthöll under sin sjukhusvistelse en hög arbetstakt och i Saint-Rémy tillkom flera av hans främsta mästerverk såsom Stjärnenatt. 
Inledningsvis fick van Gogh inte lämna sjukhemmet och hans motiv var då begränsade till sjukhemmet och dess trädgård (exempelvis Irisar). Byggnaden var ett före detta kloster som var omgivet av en mur vilken är synlig i Landskap från Saint-Rémy. Den första målningen i serien utfördes i maj när fälten fortfarande var gröna och fulla av vallmo och prästkragar. På sensommaren målade han samma utsikt när säden gulnat och det var tid för slåtter. I målningarnas bakgrund syns Alpilles bergsluttningar. Efter hand fick van Gogh tillåtelse att lämna sjukhemmet för kortare utflykter i trakten och det var då hans vetefält med cypresser och olivlundsmålningar tillkom.
Redan i Nederländerna hade van Gogh ofta målat vetefält och lantbrukare i sin konst. Han såväl inspirerades som kopierade friluftsmålaren Jean-François Millet som ingick i Barbizonskolan, till exempel i Såningsmannen. Även på andra orter i Frankrike målade han vetefält, till exempel Vetefält med kråkor från Auvers-sur-Oise.  

## Målningarna i serien Landskap i Saint-Rémy
Samtliga målningar är utförda år 1889 med oljefärg på duk.
| Bild | Titel                                                                                        | Tillkomst (månad) | Storlek (cm) | Museum                                     | Ort          | F   | JH   |
| ---- | -------------------------------------------------------------------------------------------- | ----------------- | ------------ | ------------------------------------------ | ------------ | --- | ---- |
|      | Het ommuurde korenveld met opkomende zon / Enclosed wheat field with rising sun              | maj               | 73 x 92      | Kröller-Müller Museum                      | Otterlo      | 720 | 1728 |
|      | Landskab fra Saint Rémy                                                                      | juni              | 70,5 x 88,5  | SMK (deponerad på Ny Carlsberg Glyptotek ) | Köpenhamn    | 611 | 1723 |
|      | Grünes Weizenfeld Green Wheat Field                                                          | juni              | 73 x 92      | Privat ägo (deponerad på Kunsthaus Zürich) | Zürich       | 718 | 1727 |
|      | Korenveld met maaier en zon / Wheat field with reaper and sun                                | juli              | 73 x 92      | Kröller-Müller Museum                      | Otterlo      | 617 | 1753 |
|      | Landschap met korenschelven en opkomende maan / Landscape with wheat sheaves and rising moon | juli              | 72 x 91      | Kröller-Müller Museum                      | Otterlo      | 735 | 1761 |
|      | Korenveld met maaier / Wheatfield with a Reaper                                              | september         | 73 x 93      | Van Gogh-museet                            | Amsterdam    | 618 | 1773 |
|      | La moisson / Die Ernte, Kornfeld mit Schnitter                                               | september         | 59,5 x 72,5  | Museum Folkwang                            | Essen        | 619 | 1792 |
|      | Landscape at Saint-Rémy (Enclosed Field with Peasant)                                        | oktober           | 73,6 x 92    | Indianapolis Museum of Art                 | Indianapolis | 641 | 1795 |
|      | Rain                                                                                         | november          | 73 x 92      | Philadelphia Museum of Art                 | Philadelphia | 650 | 1839 |
|      | The Wheat Field behind St. Paul's Hospital, St. Rémy                                         | december          | 24 x 34      | Virginia Museum of Fine Arts               | Richmond     | 722 | 1872 |
|      | Enclosed Field with Rising Sun                                                               | december          | 71 x 90,5    | Privat ägo                                 |              | 737 | 1862 |